# Archaeornithomimus asiaticus
Archaeornithomimus asiaticus ("Anterior als imitadors d'ocells asiàtic") és una espècie de dinosaure ornitomímid que va viure al Cretaci superior, fa uns 80 milions d'anys. Les seves restes fòssils s'han trobat a la Xina. Com el seu propi nom suggereix, aquest fou un possible precursor del més famós ornitomímid, Ornithomimus. Com els altres membres dels ornitomímids, Archaeornithomimus asiaticus probablement va ser omnívor, menjant des de petits mamífers fins a plantes, fruita, ous i fins i tot postes d'altres dinosaures asiàtics. Val a dir que els científics asseguren que no hi ha prou proves ni material fòssil per a classificar aquest dinosaure a cap grup o família.
Aquesta espècie d'ornitomimosaure va ser descrita per Dale Russell l'any 1972. Archaeornithomimus feia uns 3,3 metres de llargada i podia arribar a pesar 50 kg.
Ossos del peu trobats a Maryland que originalment es van identificar com a pertanyents a Ornithomimus ara es classifiquen com a pertanyents a una altra espècie del gènere Archaeornithomimus (Archaeornithomimus affins), mentre que altres científics diuen que provenen d'un petit predador.